# Щурманска рубка
Щурманска рубка (среща се и като Навигационна рубка) е помещение на кораб (не е задължително да е разположено в рубка), в което се намира вахтения пост на щурмана.
В щурманската рубка се съхраняват навигационните карти, има монтирани прибори за определяне на местоположението на кораба – ехолот, радиопеленгатора, вторичния компас (който се управлява от главния жирокомпас), хронометър, секстанти.
Също така в нея са предавателя на радиолокатора и барометър, там са лоциите, Морския астрономически ежегодник и други справочни материали.
На съвременните големи кораби щурманската рубка е обединена с рулевата рубка в едно цяло помещение, което се нарича ходова рубка.